# 磨墨塚
磨墨塚（するすみづか）とは、梶原景季の愛馬の墓とされている塚である。日本各地に存在するものの、本項では東京都大田区南馬込のものを中心に解説する。

## 概要
磨墨は梶原景季の愛馬であり名馬として知られた。磨墨に乗った景季は、1184年（寿永3）の宇治川の戦いで、やはり名馬の誉れ高い池月（いけづき）に乗る佐々木高綱と先陣を争った（宇治川の先陣争い）。磨墨を葬った場所と称する所は日本各地にあり、東京都大田区南馬込3-18-21 にも磨墨塚と称す塚がある。
現在塚上には、地元篤志家が建立した顕彰碑があり、塚の周囲には江戸時代の馬頭観音の石碑なども残り、馬に関わる場所として古くから知られていたことは確かなようだ。
塚の付近には磨墨が落命したという「駒落ノ谷」や、死期の迫った磨墨が鐙を落とした「鐙谷」に由来する「鐙坂」（坂自体は大正頃の区画整理による)がある。

## 大田区における梶原伝承と遺跡との関係
また、磨墨塚近くの古刹萬福寺には、梶原景時の墓とされる墓石が残っている。さらに、万福寺に近い、現在大田区立郷土博物館（大田区南馬込5-11-13）がある谷の旧家の敷地は、地元では古くから梶原屋敷と呼ばれ、梶原景時の屋敷があったとの伝承がある。
ただし、これらの遺構や伝承と、実際の磨墨や梶原景時との関わりを示す具体的な証拠は無く、あくまで俗説に過ぎない。
実は、戦国時代の1559年（永禄2）、後北条氏により編纂された『小田原衆所領役帳』には、太田康資を筆頭とする江戸衆の中に、武蔵国馬込に梶原助五郎、同新井宿に梶原日向守の名が見える。おそらく、戦国期の土豪梶原氏の事跡が、後世梶原景時と混同されたというのが真相のようである。
万福寺境内の伝梶原景時墓も、景時本人の物ではなく、戦国期の馬込梶原氏関連の人物の墓と考えられている。
墓石側面の銘文には「景末」の名が読み取れる。同墓に関しては、江戸時代に編纂された地誌『新編武蔵風土記稿』にも詳細に記述され、景時の墓とする俗説を否定している。同書には墓石側面の銘文の全文が記録されている。現在では墓石の風化著しく、銘文の判読が困難なこともあり、貴重な記録となっている。
一方、馬込の伝梶原屋敷跡の地に、少なくとも戦国期の馬込梶原氏の居館として、小規模な中世城郭「馬込城」が築かれていたことは事実のようで、谷を下りる道を挟んで博物館の向かい側の谷北側斜面には、僅かに段状の削平地が、谷頭から谷の下方の神社付近にまで確認され、馬込城の遺構の可能性が指摘されている。また中世城郭の居館部分の名称であり、城郭地名としても知られる「根古屋」（ねごや）が、この谷の字名として残されていた点も、馬込城の存在を示す有力な傍証である（地元の表記では根古谷）。東京23区内で根古屋地名が確認されるのは、今のところ大田区の馬込だけである。この馬込城及び城主梶原氏については、城郭研究家の伊禮正雄が詳細に検討を加えている。
万福寺では、ごく最近磨墨像の建立や伝梶原景時墓の整備が相次いで行なわれた。伝景時墓の墓石も整備の度毎に若干場所が移動されている。また、馬込には梶原屋敷伝承の他に、「梶原ヶ原」や「梶原塚」など、梶原氏に因む地名や遺構がいくつか残っていた。梶原塚付近にあったという宝篋印塔が、昭和30年頃に万福寺境内に移設、保存されている。
なお、東京都大田区の洗足池周辺（洗足池公園大田区南千束2-14-5）には、名馬池月の伝説も伝えられている。石橋山の合戦敗北後の源頼朝が、池の付近に投宿した際、池の水面に映える美しい駿馬が現れたので捕らえ、池月と命名したという。
池月伝説は関東各地に存し、洗足池の伝承も俗説の1つに過ぎないが、大田区から品川区の一帯はとかく源氏にまつわる地名や伝承が多く残る地域である点は興味深い。すなわち源氏ゆかりの馬込八幡神社や源氏の白旗に由来した社号を有す旗ヶ岡八幡神社、伝梶原景時寄進の神橋や伝源頼朝寄進の手水石を伝える武蔵國八幡總社の磐井神社などがあり（大田区大森北）、品川区中延には、かつての字名として「源氏前」の地名が伝わる。
これらの伝承を踏まえ、大田区と隣接する品川区にある大井競馬場では毎年秋に「池月・磨墨賞」という名前のレースが行われている。

## 荏原郡（大田区～品川区）における源氏伝承資料（外部リンク）
- 荏原風土記（二人散脚 - ウェイバックマシン（2008年2月21日アーカイブ分））
  - 「01 荏原という地名」、「02 源氏伝承」参照。

## 全国の磨墨伝説と池月伝説（外部リンク）

### 磨墨伝説関係

#### 東北地方
山形県
- 南陽市の民話と伝説「義経の名馬」（なんようの歴史と文化）（山形県南陽市池黒）
  - 池川村（現在の南陽市池黒）に黒馬がおり、飼う人もなく、 ネコゴ屋敷の家人が飼うことにした。馬は厩 （うまや）を飛び出し天空を駆けるほどであった。それから池川が池黒と呼ばれるようになった。村人は馬を讃え馬頭観音を馬の形をした池のほとりに建てた。名馬の評判を耳にした源義経は弁慶と亀井新十郎を遣わした。 この馬こそ名馬「するすみ」である。

#### 関東地方
東京都
- 磨墨塚 - ウェイバックマシン（2000年1月6日アーカイブ分）（東京都大田区馬込）

神奈川県
- 横須賀雑学II「佐島の七不思議-(1)するすみの井戸」 - ウェイバックマシン（2002年4月26日アーカイブ分）（神奈川県横須賀市佐島）
  - 梶原景季が磨墨に乗って佐島へ来たとき、馬が海辺に残した蹄の跡から水が湧き出した。波打ち際にもかかわらず水には塩気がなく、村人は「するすみの井戸」として大切にした。
- 10.石川牧[リンク切れ]（神奈川県横浜市青葉区美しが丘の保木地区）
  - 石川村から鴨志田村にかけて牧（牧場）がいくつかあった。源頼朝の名馬（するすみ）と畠山重忠の名馬（三日月）もこの石川村から献上された。

千葉県
- 市史ミニ講座～源頼朝と鴨川～（3）名馬太夫黒（千葉県鴨川市江見太夫崎<えみ・たゆうざき>）
  - 石橋山の合戦に敗北した源頼朝が太夫崎（タユウザキ）に落ち延びた時、岩に蹄の跡（馬蹄石）を見つけ、良馬を求め捜すと、付近の洞穴で黒い毛並みの馬を得、「太夫黒（タユウグロ）」と命名。後に磨墨と呼ばれたという。この洞穴の前を流れる川を「名馬川（メイバガワ）」という。
- 源頼朝の「するすみ」（房総の民話や伝説）（千葉県横芝光町）
  - 千葉県佐原市の大根から小見川町にかけては、中世～近世には良馬を産した「油田牧(あぶらだまき)」があり、磨墨生誕の地といわれている。千葉県横芝光町（旧光町<ひかり・まち>）の駒形神社には、馬を求めてこの地で行き倒れた鎌倉武士を、村民が弔った塚と桜の木がある。桜は樹齢900年ともいわれ、磨墨に因んでいつしか磨墨桜と呼ばれるようになったという。
- 房総地名解説・【蘇々利】/すずり（千葉県夷隅郡大原町硯地区<いすみぐん・おおはらまち・すずり>）
  - 磨墨は上總國夷隅郡蘇々利村の産。

群馬県
- スルスミの墓（群馬県前橋市西善町）
  - 西善町の祝昌寺（しゅくしょうじ）に磨墨の墓と伝えられる宝篋印塔が残る。この地で磨墨が死ぬと西善町矢田に葬り寺を建立、磨墨山畜生寺と号した。後に今の祝昌寺になったという。
- 駒形神社（こまがたじんじゃ） （関東の神社めぐり プチ神楽殿）（群馬県前橋市駒形町710）
  - 境内は馬蹄形をなし源頼朝の愛馬「磨墨」の蹄と伝えられるものが御神体の一部にある。

栃木県
- 鹿沼市の風景・磨墨ヶ渕（栃木県鹿沼市引田）
  - 磨墨は下野国上都賀郡大芦村大字引田字高畑の「引田の郷（さと）」の産で、初めは「黒」と呼ばれたが、鎌倉へ献上され、源頼朝により「磨墨」と命名された。地元の畑の中にある小さな祠が「磨墨観音」、付近には磨墨が泳いだ「磨墨ヶ渕」が残る。昭和32年頃に建立された「磨墨ヶ渕」の石碑がある。※参考文献：上沢謙二1957『磨墨ヶ渕』（鹿沼図書館蔵）。

#### 中部地方
静岡県
- 【福養の滝】フクヨウノタキ（静岡県静岡市葵区大間）（静岡県の滝 - ウェイバックマシン（2002年6月1日アーカイブ分））
  - 大間の部落は、静岡西部を流れる藁科川の水源付近。昔、毎年5月5日の午前十時頃になると、1頭の馬が福養の滝の滝つぼにつかり毛並みを整えていたという。後に米沢家で飼われて駿馬「磨墨」となった。これに因んで、この滝は「お馬が滝」と呼ばれるようになった。現在、滝の近くに伝説にちなみ「駿墨庵（するすみあん）」というみやげ物・飲食店あり。
  - （福養の滝補足）（静岡県静岡市葵区大間）（大川地区の名所・旧跡について）
    - 福養の滝は別名「御馬の滝」あるいは「磨墨の滝」とも呼ばれた。名馬「磨墨」は、実は藁科の里「栃澤」の生まれということに由来する。また、福養の滝は、古来から「雨乞の滝」としても有名で、智者山神社の信仰と深い関係がある。
- 静岡県の峠を調査しようかな（峠のむこうへ - ウェイバックマシン（2003年6月29日アーカイブ分））（静岡県静岡市清水区ひじうち峠<肘打嶺>）
  - ひじうち峠は坂本～坂ノ上の藁科川流域に位置する大川街道の峠の1つ。昔、栃沢の米沢氏の老女が摺墨を引き出し、鎌倉よりの上使に渡した所。

愛知県
- 磨墨塚と史跡公園（愛知県犬山市羽黒磨墨）
  - 愛知県犬山市にも磨墨塚が残っている。梶原景時とその一族郎党が討ち死にした後、景時の次男梶原景高の遺児豊丸が乳母に伴われ、残った郎党らと現在の犬山市羽黒の地に落ちのび、羽黒城を築いてこの地に拠ったという。磨墨もこの地で没したと伝えられ、その墓とされる塚が残る。現在は磨墨塚史跡公園として整備されている。

岐阜県
- 磨墨の里公園（岐阜県郡上市明宝大谷）
  - 磨墨生誕の地と伝えられ、現在は磨墨の里公園が整備されている。磨墨は、明宝気良の産と語り伝えられ、今からおよそ八百年前、某家の牝馬が気良の北方烏帽子岳の麓、巣河の地において天馬の種を宿し生まれた。色あくまで黒く精悍な容姿で、毎朝自分で厩栓棒を外し巣河に走り、蘭とも蛍草ともいわれる霊草を食み、大滝の奥の乳白色の霊泉を飲み、類のない駿馬になった。磨墨は尾州羽黒（現在の犬山市）で没したといわれ、その英霊は梶原家の菩提寺興禅寺に祀られている。気良の田城・下倉の両家には磨墨の轡を伝えている。弥右ェ門という家には馬銜の幅が二十センチもあって馬の治療に霊感あらたかとされる巨大な轡なるものが伝わる。

長野県
- 美ヶ原の歴史（アウトドアライフの漁樵（ぎょしょう）カオス ）（長野県松本市入山辺）
  - 美ヶ原牧場組合の沿革史によると、安閑天皇2年山辺霧原に馬を放ち、治承年間宇治川の戦いで有名な名馬「するすみ」は当牧場に産しとある。

#### 近畿地方
滋賀県
- 一豊は木之本の牛馬市で名馬を買った？（木之本牛馬市跡）（滋賀県伊香郡余呉町摺墨<いか・ぐん、よご・ちょう、するすみ>）
  - 「伊香郡誌」によると、「寿永2年（1183）、木曾義仲が京都を奪ったとき、摂政藤原基通は摺見村（現在の長浜市余呉町摺墨）の水上神社に武運長久を祈り名馬「摺墨」を得て源頼朝に献上したと云う。また、源頼朝が宇治川合戦の際、家臣梶原景季に与えた名馬摺墨（磨墨）は摺墨村の産という」とある。摺墨村のオコナイ行事の鏡餅搗の所作に「馬駆け」という搗き方があり、これは名馬摺墨号が鎌倉へ出発したときの喜び勇んだ足の運びを表現していると伝えている。※木之本牛馬市跡は滋賀県長浜市木之本町木之本に所在。

#### 中国地方
山口県
- 樟（くす）の森・別名「霊馬の森」 - ウェイバックマシン（2001年6月9日アーカイブ分））（山口県下関市豊浦郡豊浦町）
  - この樹齢千年にも及ぶ「樟の森」は、戦国大名大内義隆の愛馬を祀る由来を持つが、傍らに置かれた由来譚の案内は「磨墨」についても触れている。すなわち「駿墨（するすみ）」は、長門国豊浦郡室津御崎山（下関市豊浦郡豊浦町室津<トヨウラ・グン トヨウラ・チョウ ムロツ>）の牧場より出たり。

#### 四国地方
徳島県
- 天馬石（徳島県小松島市）
  - 天馬石は旗山のたもとにある石で天下った天馬または磨墨が石になったといわれている[5]。

#### 九州地方
福岡県
- 歴史探求・史跡めぐり、神社・寺「景石神社（牧神社）」（福岡県岡垣町）（福岡県遠賀郡岡垣町）
  - 岡垣町波津の小さな社。もとは湯川山にあった牧神社を合祀する。牧神社は同町の湯川山にあった牧場にちなんだもので、摺墨は湯川山の生れという。

### 池月伝説関係

#### 関東地方
東京都
- 池月発祥伝説の由来（東京都大田区洗足池）
  - 安房國より鎌倉を目指し進軍の途にあった源頼朝が、千束郷の大池（現在の洗足池）に宿営し八幡丸の丘に陣をしいた。皓月（こうげつ）池水に映るを観賞の際一頭の野馬が現れたので捕らえて頼朝に献上された。馬体は青き毛並に白き斑点を浮べ、あたかも池に映る月影の如くであつたので池月と命名されたという。
- 青梅のむかし話（第21話）「穂なしカヤと名馬イケヅキ」（東京都青梅市）
  - 源平のころ、上沢井の畑の中に二間四方ほどの池があった。ある日、池のふちで遊んでいた一頭の馬が、一声大きくいななき、池の中に生えていた一株のカヤを噛み切って走りだした。馬は中風呂の大岩にひづめの跡を二つ残して、さらに駆けた。村人は、大騒ぎで追いかけた。馬は、ザンブと川にとびこみ、向う岸にわたってなおも駆けて行く。すごい速さだった。絹糸をくっていた村人が、街道に絹糸を張って馬を捕らえた。話は、遠く鎌倉へ伝わり、源頼朝へ馬を差し出した。この馬が、名馬イケヅキ（池月）であった。イケヅキが噛み切ったカヤは、その後も穂が出ず、今も残る池の中に「穂なしカヤ」として生えている。蹄の跡がついた大岩は、駒の石とよばれ、一部が残っている。絹糸を張って馬を捕らえた場所は、駒絹とよばれ、その後、駒木野になった。

神奈川県
- 小机郷と座間郷（1）小机郷鳥山（神奈川県座間市）
  - 池月を葬ったと伝えるられる場所に駒形明神が建つ。
- 馬頭観音（蹄の井）『横須賀の文化・歴史』（神奈川県横須賀市馬堀町）
  - 房州嶺岡（千葉県鴨川市）にいた荒潮という一頭の馬が、田畑を荒らしたため追い出され、横須賀の走水まで海を泳ぎ渡って小原台に逃げ込んだ。疲れと渇きのため倒れたが、夢枕に現れた馬頭観世音菩薩のお告げに従い傍らの岩をひづめでけ飛ばしたところ、水が湧き出た。その水で渇きをいやすと荒潮は毛並みの美しい駿馬に変わったという。その後、この馬は、領主三浦義澄により源頼朝に献上され「池月」と命名された。村人は、湧き出た湧水を「蹄の井戸」、この地を「馬堀」と呼ぶようになった。現在も馬堀町の馬頭観音境内には蹄の井が残り、池月の石像が建立されている。
- 野馬を呼ぶ丘（柏のむかしばなし）（千葉県柏市～松戸市）
  - 下総国葛飾郡小金ヶ原（現在の千葉県手賀沼沿岸の柏市から松戸市、流山市、野田市にかけての一帯）には多くの野馬がおり、いつも1人の馬好きの若者が丘の上で呼ぶと野馬たちが集まってきた。野馬の中で特にたくましいと評判だったのが池月で、地元の領主から源頼朝へ献上された。後年老いた池月は頼朝の計らいで故郷の小金ヶ原に帰されそこで死んだ。村人は塚を築いて池月を埋葬した。若者が野馬や池月を呼んだという小高い丘の辺りは「呼塚」（現在の千葉県柏市呼塚）、池月を埋めた所は「高塚」（現在の千葉県松戸市高塚新田）として地名に残っている。

千葉県
- 頼朝と郷土の伝説（千葉県安房郡鋸南町）
  - 文中の「名馬、池月と馬賀氏」を参照。馬賀を名乗る旧家は、池月を源頼朝に献上した功により馬賀の姓を賜わったという。鋸南町の江月という地名は池月のなまり。馬の居た所は（小字）馬ノ住といった。池月の蹄跡の石が勝山小学校内に残るとのこと。

群馬県
- 鶴松山高園寺の池月を洗いし池（群馬県桐生市梅田町3丁目）
  - 高円寺は応永年間（1394年頃）開基の古刹。山田郡誌によると池月は地元の高沢の産で、高園寺境内の池で池月を洗ったという。池月は、桐生氏の始祖藤原綱元によって源頼朝に献上されたという。
    - ※『山田郡誌』山田郡教育會編、山田郡教育會, 1939年3月刊。

#### 中部地方
静岡県
- 伊豆のまほろば丹那 NO.6、名馬池月 - ウェイバックマシン（2002年9月6日アーカイブ分）（静岡県田方郡函南町丹那<たがたぐん・かんなみちょう・たんな>）
  - 旧名主の家に池月の轡が残されているという。源頼朝が 駒形堂（函南町軽井沢）へ参詣の折、池月をとらえたとされる。池月発祥の地を記念して長光寺境内に「牛馬供養塔」が建立されている。以前は4月18日に「お観音さん」といって祭りが行われ、その際に「池月馬頭観音 源頼朝公愛馬」という御札が配られた。
- 有形民俗文化財（町指定）、駒形像（静岡県田方郡函南町丹那<たがたぐん・かんなみちょう・たんな>）
  - 函南町軽井沢の駒形堂には、頼朝が池月に騎乗した姿と伝えられる石像が残されている。駒形堂は泉龍寺の隣にあるが、昔は弦巻山の中腹にあったといわれる。

山梨県
- 桂川・相模川流域協議会『あじぇんだ』14号、流域の伝説「名馬池月」（上野原市）、13頁（山梨県上野原市）
  - 源頼朝一行が富士の巻き狩りに行く途中、鶴川宿・山王の坂まできた。川向こうの西の方から、ひときわ高い馬のいななきが聞こえた。すさまじい声であったので駿馬に違いないと思い調べさせた。やがて八米の龍泉寺の馬小屋に馬を探し当てた。頼朝の所望に応じ寺は馬を献上した。頼朝は広い寺領を寺に贈った。頼朝はこの馬に「池月」と命名した。池月の名は、この馬が寺の池でよく泳いでいたことにちなんだもの。この馬が民家に飼われていたころは暴れ馬で、扱いに困り果てた飼い主が住職の法力により静めてもらおうと寺に献上したという。龍泉寺の池の中央には、この馬のひづめを印した馬蹄(ばてい)石が今も残っている。出典：上野原町誌

#### 近畿地方
- （19）北勢（桑名・四日市付近）の旧東海道（「街道を尋ねて」北倉庄一）（三重県鈴鹿市石薬師町<すずか・し いしやくし・ちょう>）
  - 旧東海道の「石薬師の宿」の石薬師寺は池月生誕の地という。その近くに源範頼を祀った社、蒲桜がある（源範頼は蒲冠者とよばれた）。範頼が逆さに挿した鞭が蒲桜になった。『東海道名所図会』には「名馬生食の出し所はここならむとめぐりたまひ馬のむちを倒にさしたまふ、後に枝葉栄へり」との記述がある。

京都府
- 宇治川先陣の碑（京都府宇治）
  - 故事に因み昭和6年（1931）建立。宇治川の中洲「中の島」下流側の「橘島」中ほどに位置する。

#### 中国地方
鳥取県
- 馬の話その3 馬にちなんだ地名「駟馳山（しちやま）」（メールマガジンとっとり雑学本舗）（鳥取県東部島岩美町～福部村）
  - かつてこの山には牧場（まきば）があり、生月（池月）はここで生れた。山名はもともと「七夜山（しちやま）」だったが、生月に因んで後世「馬へん」の「駟馳山」の字があてられるようになったという。

島根県
- 龍頭ヶ滝（島根県飯石郡掛合町<いいし・ぐん かけや・まち>）
  - 池月は龍頭ヶ滝で生れ、後に都へ曳かれていったという。
- 浜田三次往還「栢ノ木-104」（江戸時代の島根の道、歴史の道）（島根県邑智郡邑南町<おおち・ぐん おおなん・ちょう>）
  - 名馬池月が繋留されていた木の切り株と2世の栢ノ木がある。石州浜田城下と備後国三次を結ぶ浜田三次往還の途上にある。

#### 四国地方
徳島県
- ふるさと歴史探検隊「名馬池月伝説」（徳島県美馬市）
  - 「池月公園」内に池月の母馬の墓とされる場所あり。

#### 九州地方
福岡県
- 都島展望公園・戸畑区牧山（北九州あれこれ - archive.today（2013年4月27日アーカイブ分））（福岡県北九州市戸畑区牧山）
  - 牧山の名は「牧場」に由来する。生月（池月）はこの牧山の産と伝えられる。

宮崎県
- 南海を駆ける野生馬の国 （宮崎県児湯郡都農町<こゆ・ぐん つの・ちょう）
  - 江戸時代初期に秋月藩の藩牧として創設された牧の1つ岩山牧（現在の都農町）は、源頼朝の名馬「いけつき」を輩した地でもある。その起源は古く、『延喜式』兵部省に見える官牧「都濃野馬牧」は、都農町の岩山牧を指すと考えられている。

長崎県
- 平戸市生月町博物館（生月島の魅力に迫る）（長崎県北松浦郡生月町<いきつき・まち>）生月町は平戸島の北西に位置する島。
  - 生月が生月島の牧場の産という伝承について、生月町元町長が著書の中に記している。『延喜式』に「生月馬牧」としてみえる。遣唐使が荒波を越えて行き着いた所から「生属」から生月になったという。
  - 近藤儀左ヱ門1977『生月史稿 : カクレキリシタンの島生月史』肥前歴史叢書2、芸文堂（1966年刊の初版の改訂版）。

鹿児島県
- 池田湖付近の伝説・名馬池月伝説（鹿児島県池田湖）
  - 池月は薩摩國頴娃郡（えい・ぐん）池田の牧の産で、南九州市の市営牧場「夢・風の里アグリランドえい」に馬頭観音があり、この場所が池月生誕の地という。池月の名は、「池」は池田の一字、「月」は半月の○文様が馬体にあることに由来するという。

### 磨墨・池月両方に関係する伝説

#### 東北地方
青森県
- 平泉栄耀の記憶・(15)金と鉄と馬(下)「語る・みちのくの遺産」（青森県七戸町・三戸町）
  - 南北朝時代に成立した「源平盛衰記」には、生咬（池月）は現在の青森県七戸町にあたる陸奥七戸立（シチノヘダチ）の蟻渡野牧の産、磨墨が現在の青森県三戸町にあたる陸奥三戸立（サンノヘダチ）の住谷野牧の産と読める記述があるとのこと。

宮城県
- 〈鳥矢崎〉先陣争いの名馬（栗駒物語）（宮城県栗原市）
  - 名馬池月号は玉造郡の「池月」で生れ（宮城県玉造郡）、摺墨（磨墨）号は鶯沢（うぐいすざわ）の駒場（宮城県栗原郡鶯沢町・現在は栗原市）で生れたといわれ、金売吉次（かねうり・きちじ）によって鎌倉の源頼朝へ贈られた。

#### 関東地方
栃木県
- 宇治川の先陣争い「池月」と「磨墨」は同郷のお友達だった？（栃木県佐野市旧田沼町）
  - 村人らが、源頼朝に献上する馬を求めて野馬狩りを行ったところ、深山で素晴らしい2頭の馬を捕まえた。後にそれぞれ池月に磨墨と命名されたという。

#### 中国地方
山口県
- 山口の伝説生き物にまつわる話：磨墨と生づき（山口県下関市豊浦）
  - 磨墨は御崎山（みさきやま：下関吉母）の牧の出身で、生づきは、蓋井島（ふたおいじま）の生まれ。磨墨は、滝壷で落命した母馬を求め、自らの嘶きのこだまを母馬のものと思い、御崎山と蓋井島の間の海を何度も泳いでいるうちに、くろがねのようなたくましい馬に育った。生づきは、死んだ母馬を恋しがり、月の美しい夜に、月に向かっていななくと、広い海をこえて、吉母のあたりから、帰る自らの嘶きのこだまを母の声と思い、海を何度も泳いでいるうちに、かんのするどい、すばらしい馬に成長した。母馬を思う子馬の心にうたれた飼い主は、だいじにだいじに子馬を育てたという（出典：山口県小学校教育研究会国語部編『山口の伝説』（株）日本標準、1978年）。